# Pia Grünewald

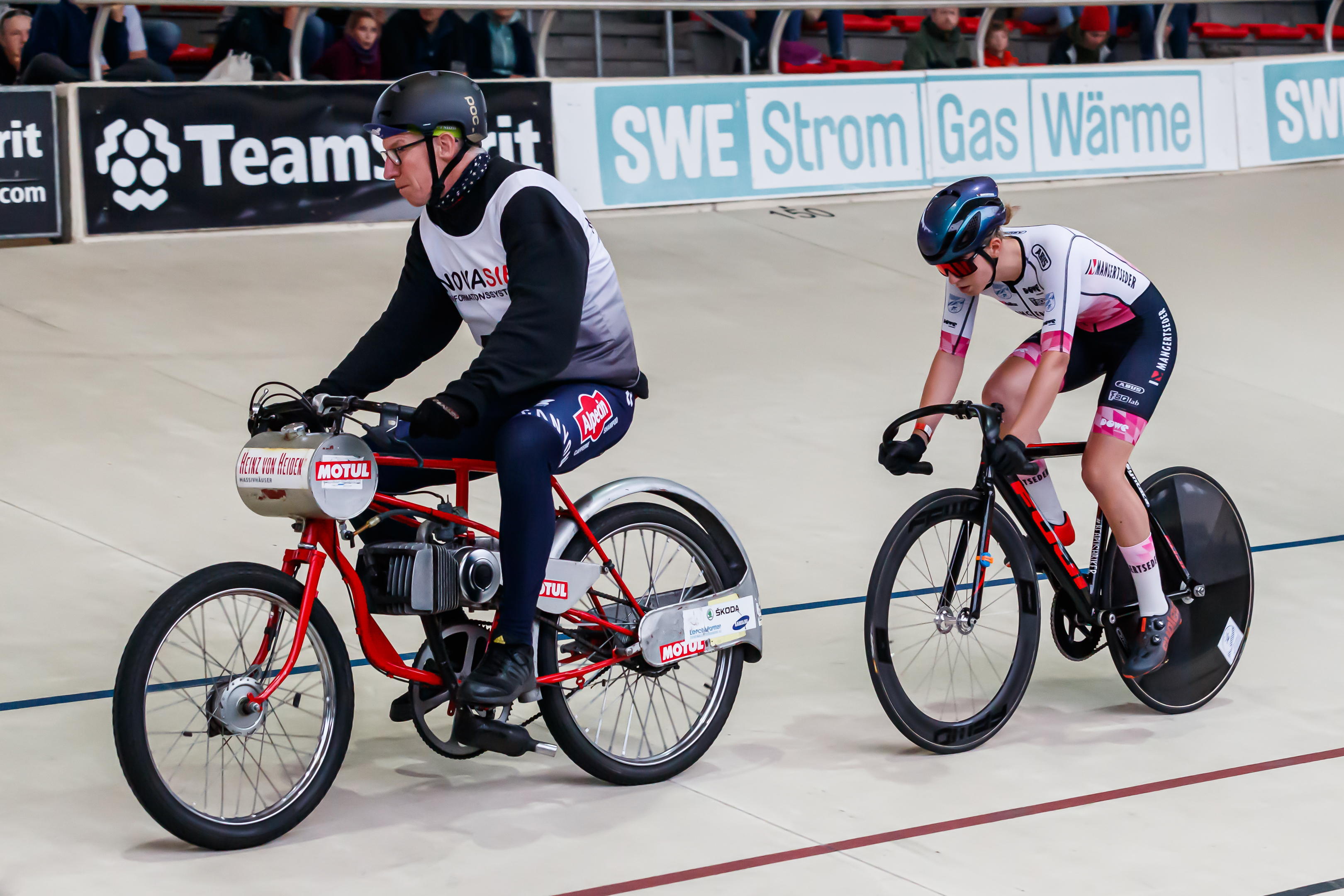
Grünewald beim Dernyrennen Deutschland Cup für Frauen 2023

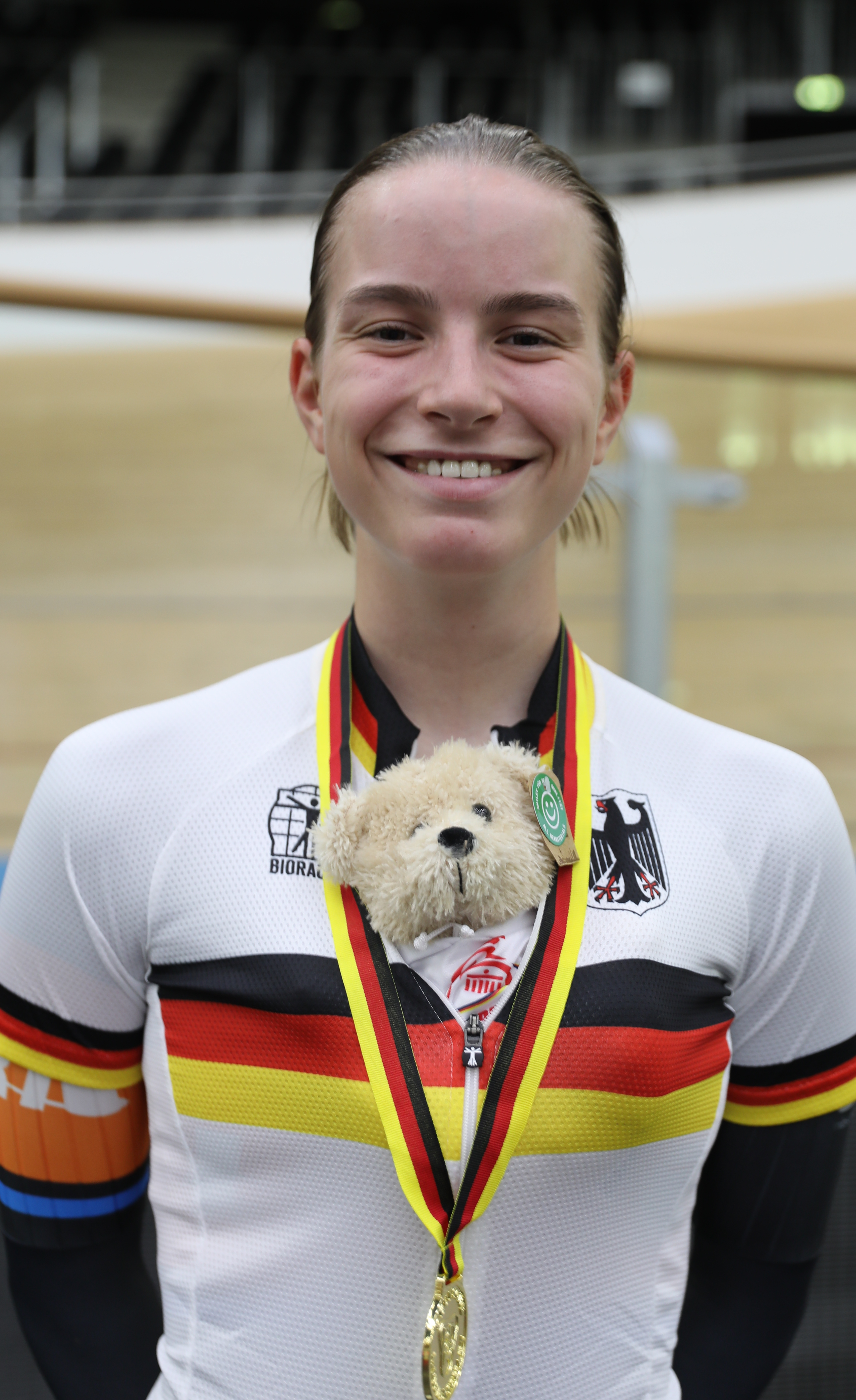
Grünewald als deutsche Meisterin im Punktefahren (2024), mit Maskottchen

Pia Grünewald (* 25. Februar 2005) ist eine deutsche Radsportlerin, die auf Bahn und Straße aktiv ist.

## Sportlicher Werdegang
Pia Grünewald absolvierte ihr Abitur an der Bertolt-Brecht-Schule, einer Eliteschule des Sports in Nürnberg. Anschließend studierte sie in Chemnitz. Seit 2019 ist sie im Radsport aktiv.
2020 wurde Grünewald Zweite der deutschen Meisterschaft im Einzelzeitfahren der U17 (Jugend), im Jahr darauf holte sie den Titel. 2021, 2022 und 2023 errang sie insgesamt vier nationalen Juniorinnen-Titel auf der Bahn. 2023 holte sei gemeinsam mit dem deutschen Team aus Moritz Bell, Ian Kings, Louis Leidert, Hannah Kunz und Amalie Joelle Messemer bei den Straßen-Europameisterschaften die Silbermedaille in der Mixed-Staffel.
2024 wurde Grünewald deutsche U23-Vizemeisterin im Einzelzeitfahren auf der Straße. Auf der Bahn gewann sie bei den deutschen Bahnmeisterschaften in Berlin die Titel im Punktefahren, im Zweier-Mannschaftsfahren und in der Mannschaftsverfolgung der Elite.

## Ehrungen
- 2021: Nachwuchssportlerin des Jahres des Landkreises Miesbach[2]

## Erfolge

### Bahn
2021
- Deutsche Junioren-Meisterin – Zweier-Mannschaftsfahren (mit Magdalena Fuchs), Mannschaftsverfolgung (mit Magdalena Fuchs, Lilly Walter und Antonia Kastenhuber)

2022
- Deutsche Junioren-Meisterin – Zweier-Mannschaftsfahren (mit Magdalena Fuchs)

2023
- Deutsche Junioren-Meisterin – Zweier-Mannschaftsfahren (mit Magdalena Fuchs)

2024
- Deutsche Meisterin – Punktefahren, Zweier-Mannschaftsfahren (mit Hanna Dopjans), Mannschaftsverfolgung (mit Hanna Dopjans, Lena Charlotte Reißner und Seána Littbarski-Gray)

2025
- U23-Europameisterschaft – Mannschaftsverfolgung (mit Seána Littbarski-Gray, Hannah Kunz, Messane Bräutigam und Selma Lantzsch)

### Straße
2021
- Deutsche Junioren-Meisterin – Einzelzeitfahren

2023
- Junioren-Europameisterschaft – Mixed-Staffel (mit Moritz Bell, Ian Kings, Louis Leidert, Hannah Kunz und Amalie Joelle Messemer)